# Sturlungasagan
Sturlungasagan (isl. Sturlunga saga, ofta benämnd med kortformen Sturlunga) är en samling av isländska samtidssagor från 1100- och 1200-talen. 
Sturlungasagan är den viktigaste historiska källan till Islands historia under dessa århundraden. Den berättar om de maktkamper som utspelade sig mellan Islands mäktigaste släkter, varav en, sturlungarna, inte bara fått namnge själva sagan utan även den epok som texterna till stor del utspelar sig under; Sturlungatiden, den blodigaste perioden i Islands historia, men även den tid då stora delar av den övriga sagalitteraturen nedtecknades. Sturlungasagan skrevs av personer som själva upplevde dessa maktkamper, vilka slutade med att Island gav upp sin självständighet år 1262 och anslöts till Norgesväldet.
Sturlungasagan sammanställdes omkring år 1300, troligtvis av Thord Narfasson, som även själv skrev vissa av texterna. Flera olika upphovsmän har skrivit de övriga texterna. De flesta av dessa är anonyma, men ett undantag är Sturla Thordarson, som anges som författare till den längsta sagan i Sturlunga, Islänningarnas saga.

## Delar och handling
Sturlungasagan består av ca 15 olika texter med sinsemellan stora skillnader, bl.a. med avseende på när de skrevs ned, när de utspelar sig, hur pass partiska eller neutrala de är och hur långa de är. Den kortaste delen, sammanställarens förord, är knappt en sida lång, medan den största delen, Islänningarnas saga, utgör mer än en tredjedel av hela textmassan.
De flesta av sagorna hade funnits i separata handskrifter innan de sammanställdes i Sturlungasagan kring år 1300, men av dessa är det bara Hrafn Sveinbjarnarsons saga som fortfarande finns bevarad i en separat version. De två sagorna med äldst förlagor (från början av 1200-talet) är Gudmund den dyres saga och Sturlas saga. Något yngre är Hrafn Sveinbjarnarsons saga, Þorgils och Hafliðis saga och Prästsagan om Gudmund den gode, som skrevs ned kring mitten av 1200-talet. Efter den isländska fristatens fall 1262 skrevs Islänningarnas saga, Tord kakalis saga, Svínfellingarnas saga och Torgils skardis saga. Redaktören som sammanställde sagorna lär även vara författare till Tåten om Geirmund heljarskinn, Tåten om haukdalingarna och Släkttavlorna, som lagts till för att ge en historisk inramning åt samlingen.
Berättelserna i Sturlungasagan presenteras i en grov kronologisk ordning utifrån handlingen, men med många överlappningar då de flesta utspelar sig på Island under 1200-talet. Tåten om Sturla och Arons saga, som skrevs ner senare under 1300-talet, har ofta getts ut såsom ett appendix tillsammans med övriga texter i Sturlungasagan, då de berör samma personer och händelser som många andra av sagorna.

### Tåten om Geirmund heljarskinn

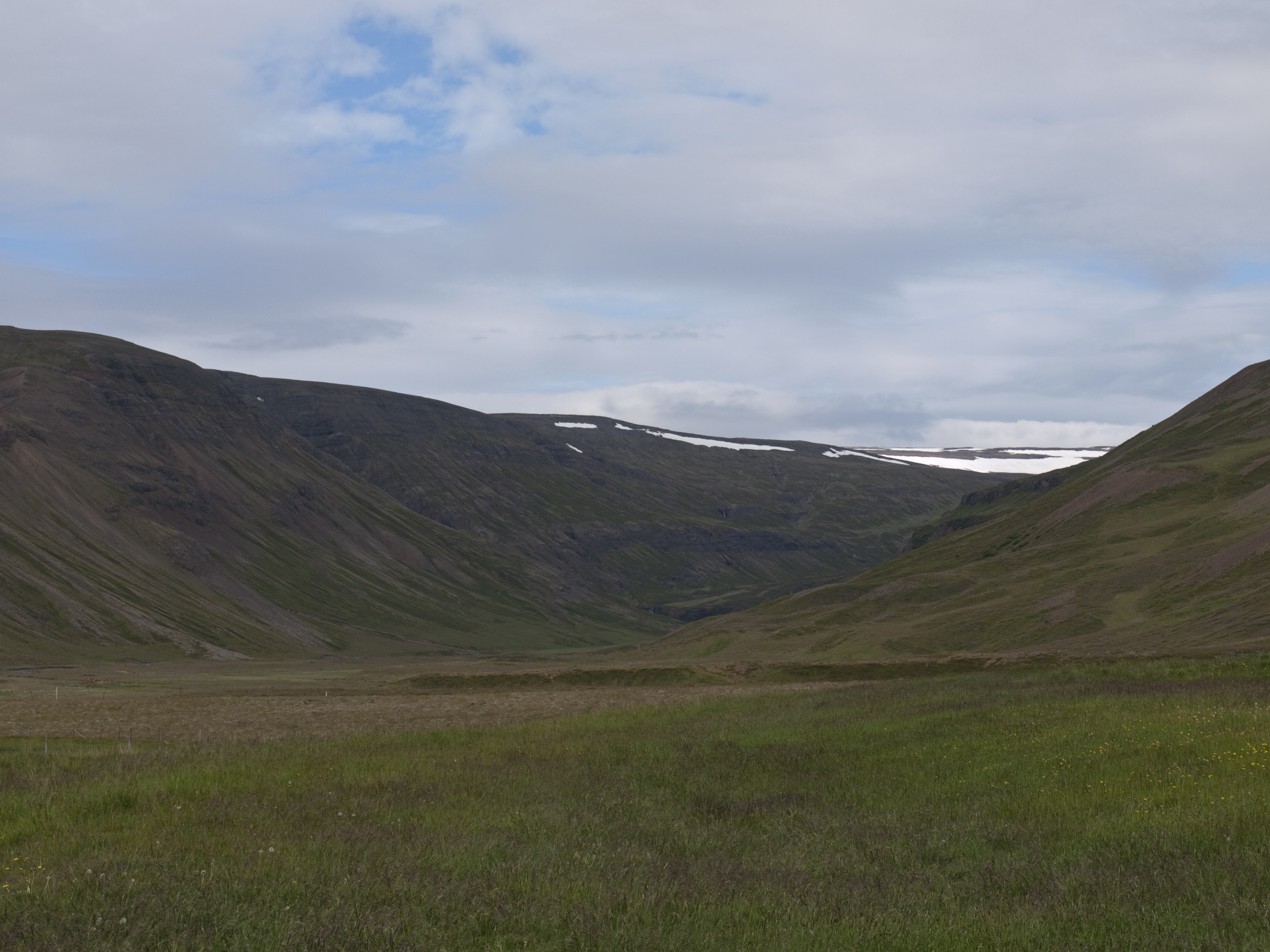
Halvön vid Breiðafjörður där Geirmund bosatte sig på gården Geirmundarstaðir på slutet av 800-talet. På samma halvö ligger gården Hvammur, som gett tillnamnet åt Snorre Sturlassons far Hvamm-Sturla som bodde där tre århundraden senare.

Den korta inledande Geirmundar þáttr heljarskinns skrevs troligtvis ihop av Sturlungasagans sammanställare för att ge en historisk bakgrund till de senare sagorna. Den utspelar sig under landnámatiden i slutet av 800-talet, då Geirmund heljarskinn (med "hud svart som Hel") utvandrar från Norge till Island.

### Þorgils och Hafliðis saga
Þorgils saga ok Hafliða utspelar sig under åren 1117–1121 och handlar om lokala fejder mellan de två hövdingarna Hafliði Másson (död 1130) och Þorgils Oddason (1080–1151). Sagan innehåller ett avsnitt som ofta diskuterats inom litteraturvetenskapen; ett bröllop där dikter och sagor framförs under sju kvällar.

### Släkttavlor
Det korta avsnittet Ættartölur berättar kapitelvis om släktförhållandena för huvudpersonerna i de senare sagorna.

### Tåten om haukdalingarna
Den korta sagan Haukdæla þáttr berättar om Gissur Thorvaldssons släkt.

### Sturlas saga
Sturlu saga handlar om Hvamm-Sturla, storbonde på västra Island och stamfader till sturlungarna. Ett antal lokala fejder skildras, varav en leder till att lagmannen Jón Loftsson tar emot den unge Snorre Sturlasson som fosterson på sin gård Oddi. Sagan avslutas år 1183 med Hvamm-Sturlas död.

### Förord
Efter Sturlas saga finns ett "förord", Formáli, placerat, som kort berättar om de inbördes relationerna för de sju kommande sagorna, varav flera utspelas under samma tidsperioder eller överlappar varandra. Förordet nämner även Sturla Thordarson som författare till Islänningarnas saga.

### Prästsagan om Gudmund den gode
Prestsaga Guðmundar goða handlar om Gudmund Arasons (1161–1237) liv och resor vida om Island, fram tills han vigdes till biskop år 1203. Sagan nedtecknades strax efter Gudmunds död, möjligtvis av abboten Lambkár Torgilsson (d. 1249).

### Gudmund den dyres saga
Guðmundar saga dýra är skriven i början på 1200-talet och handlar om de fejder som leder fram till mordbranden Önundarbrenna 1197.

### Hrafn Sveinbjarnarsons saga
Hrafns saga Sveinbjarnarsonar är den enda av texterna i Sturlungasagan som även föreligger som en enskild saga i andra handskrifter. Jämfört med dem är Sturlungasagans version kortare och har utelämnat många delar som lyfter fram huvudpersonens helgonlika egenskaper och handlingar.  Istället ligger fokuset på Hrafn Sveinbjarnarsons mer världsliga konflikter med hövdingen Torvald Snorrason, som inleds år 1203 efter att Hrafn återkommit till Island från Trondheim, där hans vän Gudmund Arason vigts till biskop. Den svekfulle Torvald bryter gång på gång uppgörelser, medan Hrafn framställs som hederlig. Flera illavarslande dikter förekommer i sagan och förebådar Hrafns våldsamma död: våren 1213 överfaller Torvald honom på hans gård och låter halshugga honom.

### Islänningarnas saga

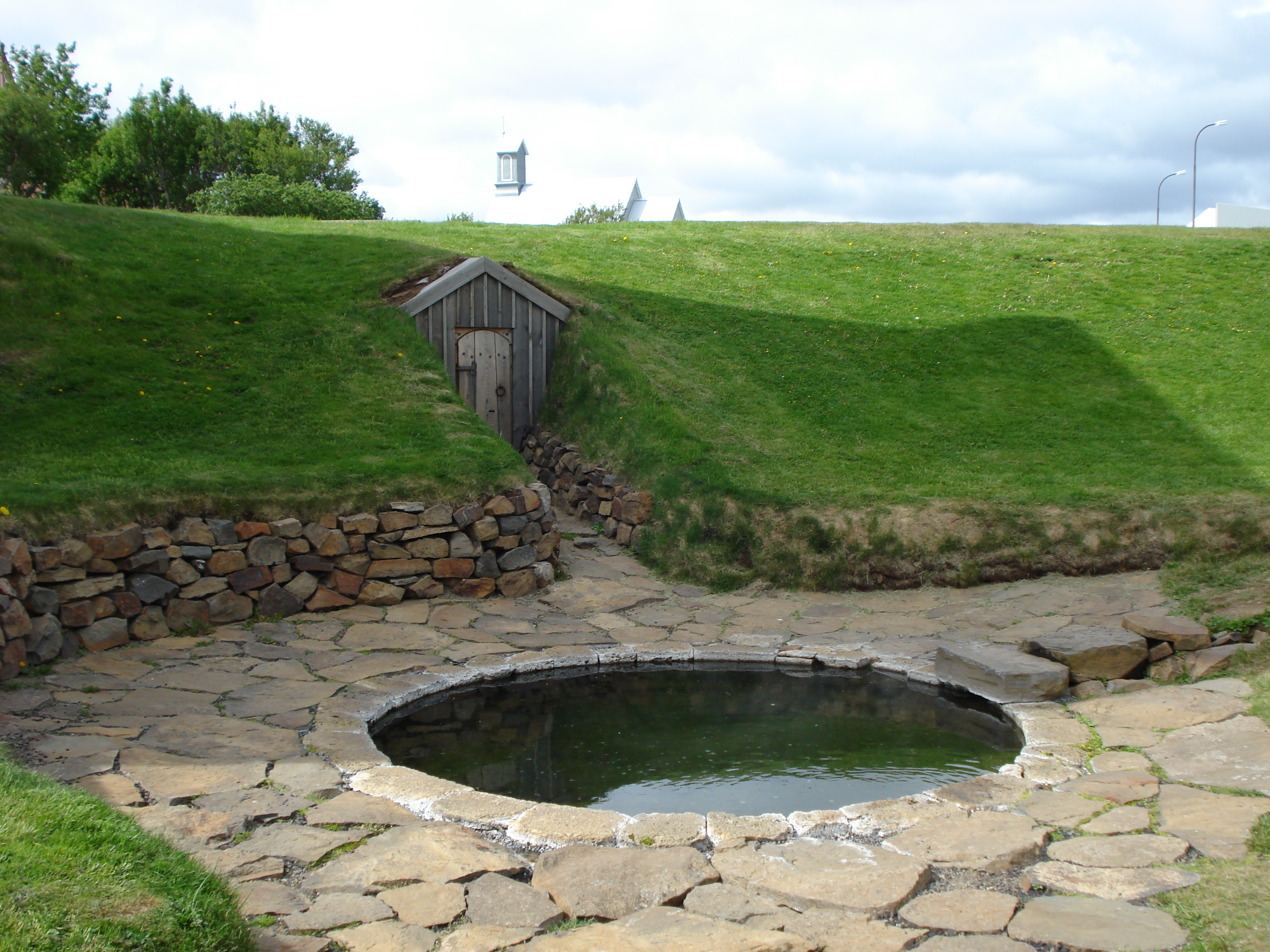
Utomhusbadet Snorralaug på Reykholt, gården där Snorre Sturlasson dödades 1241

Den enskilt längsta och viktigaste av sagorna, skriven av Sturla Thordarson. Han var i hög grad själv inblandad i striderna och figurerar själv på flera håll (oftast i tredje person, men i enstaka fall i första person), men ändå är avsnitten om Sturla förvånansvärt objektivt skrivna. Íslendinga saga omfattar perioden 1183–1264, från Hvamm-Sturlas död till det andra Island underställs den norska kronan. I sagan skildras bl.a. Slaget vid Örlygsstad 1238, mordet på Snorre Sturlasson 1241, Slaget vid Haugsnes 1246 och mordbranden på Flugumýri 1253.
Bedrägeri och löftesbrott förekommer gång på gång. Motståndare misshandlas och lemlästats genom avhuggning av kroppsdelar, samt kastrering. Striderna har blivit mer barbariska sedan vikingatiden, åtminstone som de beskrivs av författaren. Särskilt påtagligt är detta i beskrivningen av Slaget vid Örlygsstad, där Sighvat Sturlasson och fyra av hans söner, däribland Sturla Sighvatsson, dödas på ohyggliga sätt. Efter att Sturla blivit knivhuggen genom kinden och fått två andra sår, ber han om fred. Trötthet och blodförlust får honom att förbli liggande. Då kommer Gissur Thorvaldsson och slår Sturla i huvudet med en yxa. En annan man sticker Sturla genom halsen och in i munnen genom samma sår han fått tidigare. En tredje hugger honom med en yxa i halsen. Därefter plundrar de liket på hans kläder och lät honom ligga naken.

### Tord kakalis saga
Huvudpersonen i Þorðar saga kakala är sturlungen Tord kakali Sighvatsson, brorson till Snorre Sturlasson. Sagan skrevs någon gång efter 1264, sannolikt av Tord kakalis svåger Tord Hitnesing. Tord kakali blev hirdman hos Norges kung Håkon Håkonsson år 1238 och fick i uppdrag av honom att lägga Island under norskt styre. Väl åter på Island 1242 lägger han mer vikt på lokala intriger för att utöka sin egen makt. Sagan skildrar bland annat sjöslaget på Húnaflói 1244, där Tord mötte Kolbein den unge.

### Svínfellingarnas saga

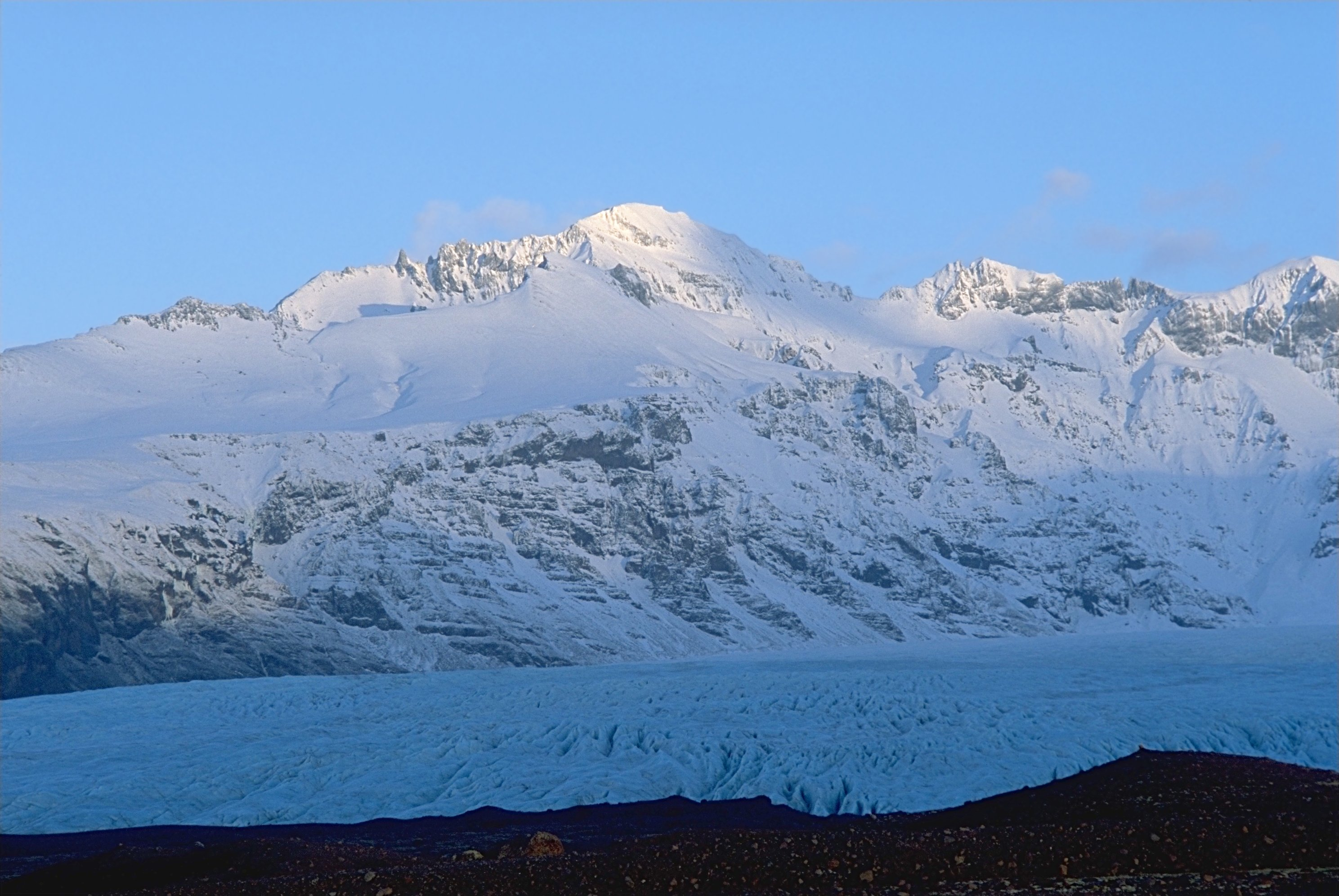
I närheten av Svínafell på sydöstra Island tronar Vatnajökull upp sig, öns största glaciär.

Svínfellinga saga utspelar sig på sydöstra Island med start år 1241, då hövdingen Orm Jónsson på gården Svínafell avlider. En maktkamp inleds mellan hans svåger Ögmund Helgason i Kirjubær och hans söner Sæmund och Gudmund, som har stöd av Thord kakali och sturlungarna. När den norska kungen kallar till sig Thord kakali år 1250 förlorar sönerna sin viktiga bundsförvant, striderna intensifieras och två år senare överfalls och dödas Sæmund och Gudmund av sin ingifte morbror Ögmund.

### Thorgils skarðis saga
Även huvudpersonen i Þorgils saga skarða tillhör sturlungaätten, men växer upp som gisslan hos Gissur Thorvaldsson. Som 18-åring kommer han till Norge där han tar värvning hos kung Håkon, som ger honom i uppdrag att kräva in arvet efter Snorre Sturlasson för den norska kronan. Som många andra islänningar utsända av den norska kungen fokuserar Thorgils emellertid mer på sina egna intressen när han väl kommit tillbaka till Island.

### Tåten om Sturla
En senare 1300-talsberättelse, Sturlu þáttr, som handlar om författaren till Islänningarnas saga, brukar ofta fogas till de ursprungliga texterna i Sturlungasagan.

### Arons saga
Även Arons saga är ett 1300-talstillägg som inte fanns med i den ursprungliga sammanställningen. Den handlar om Aron Hjörleifsson, en periodvis fredlös man som figurerar i flera andra texter i Sturlunga, men som i sin egen saga porträtteras mycket mer heroiskt än i övriga källor. Som historisk källa anses den inte vidare pålitlig, och stilmässigt påminner sagan mer om islänningasagorna än övriga samtidssagor, men just på grund av det gemensamma persongalleriet kopplas den ofta ihop med övriga Sturlunga-texter.

## Handskrifter och utgåvor

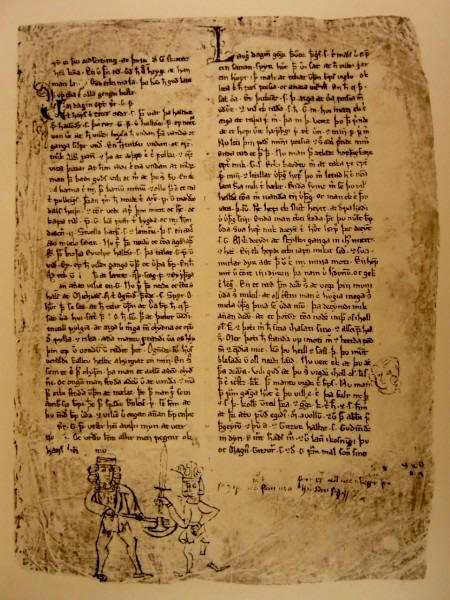
Dekorerad sida ur handskriften AM 122 a fol, Króksfjarðarbók, där Sturlungasagan återfinns.

De viktigaste pergamenthandskrifterna är Króksfjarðarbók och Reykjafjarðarbók, båda från 1300-talet. Króksfjarðarbók har bara 110 blad bevarade, men man tror att den ursprungligen hade 141. Av Reykjafjarðarbók finns 30 blad kvar av förmodade 180. Det finns också ett femtiotal pappershandskrifter som gjordes när pergamentböckerna var hela. Sturlungasagan utgavs för första gången i Köpenhamn åren 1817–1820 och har sedan dess givits ut i sju olika isländska utgåvor.

## Översättningar
Sturlungasagan har översatts i sin helhet till svenska av Sten Kindlundh, utgivet i tre band år 2021. Dessförinnan förelåg bara kortare delar i svensk översättning, bl.a. stycket som berör Snorre Sturlassons död, översatt av Åke Ohlmarks i Vikingahistorier 1962, samt Svínfellingarnas saga, översatt och kommenterad av Sten Kindlundh i Gardar 2008. Även i Peter Hallbergs Den isländska sagan (1964) förekommer enstaka utdrag ur Sturlungasagan.
Sturlungasagan har även översatts i sin helhet till danska, engelska och franska. Delar av den finns översatta till litauiska, norska, polska, ryska och tyska.

## Skönlitterära tolkningar
Flera moderna skönlitterära verk tar sin utgångspunkt från händelserna i Sturlungasagan. Den isländske författaren Einar Kárasons fyra romaner Óvinafagnaður (2001), Ofsi (2008), Skáld (2012) och Skálmöld (2015) skildrar sturlungatiden ur jag-perspektiv genom olika personer som förekommer i sagorna. Även Thor Vilhjálmssons två böcker Morgunþula í stráum (1998) och Sveigur (2002) har Sturlungatema (den första finns i svensk översättning av Inge Knutsson; Gryningssång i gräset). Den norske författaren Thorvald Steens bok Den lille hesten (2002) handlar om mordet på Snorre Sturlason (svensk översättning av Staffan Söderblom; Den lilla hästen).